# Biervliet

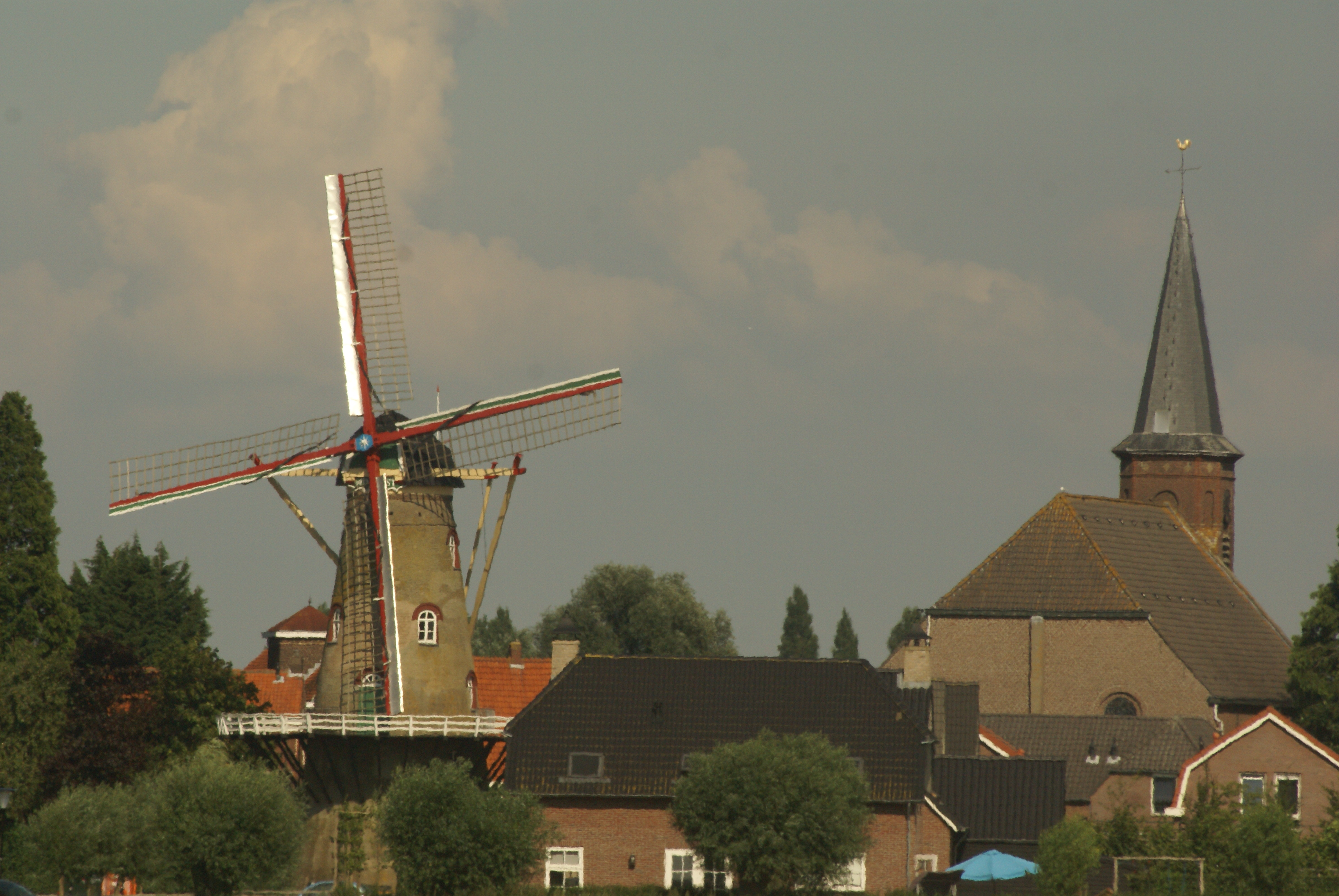
Veduta di Biervliet

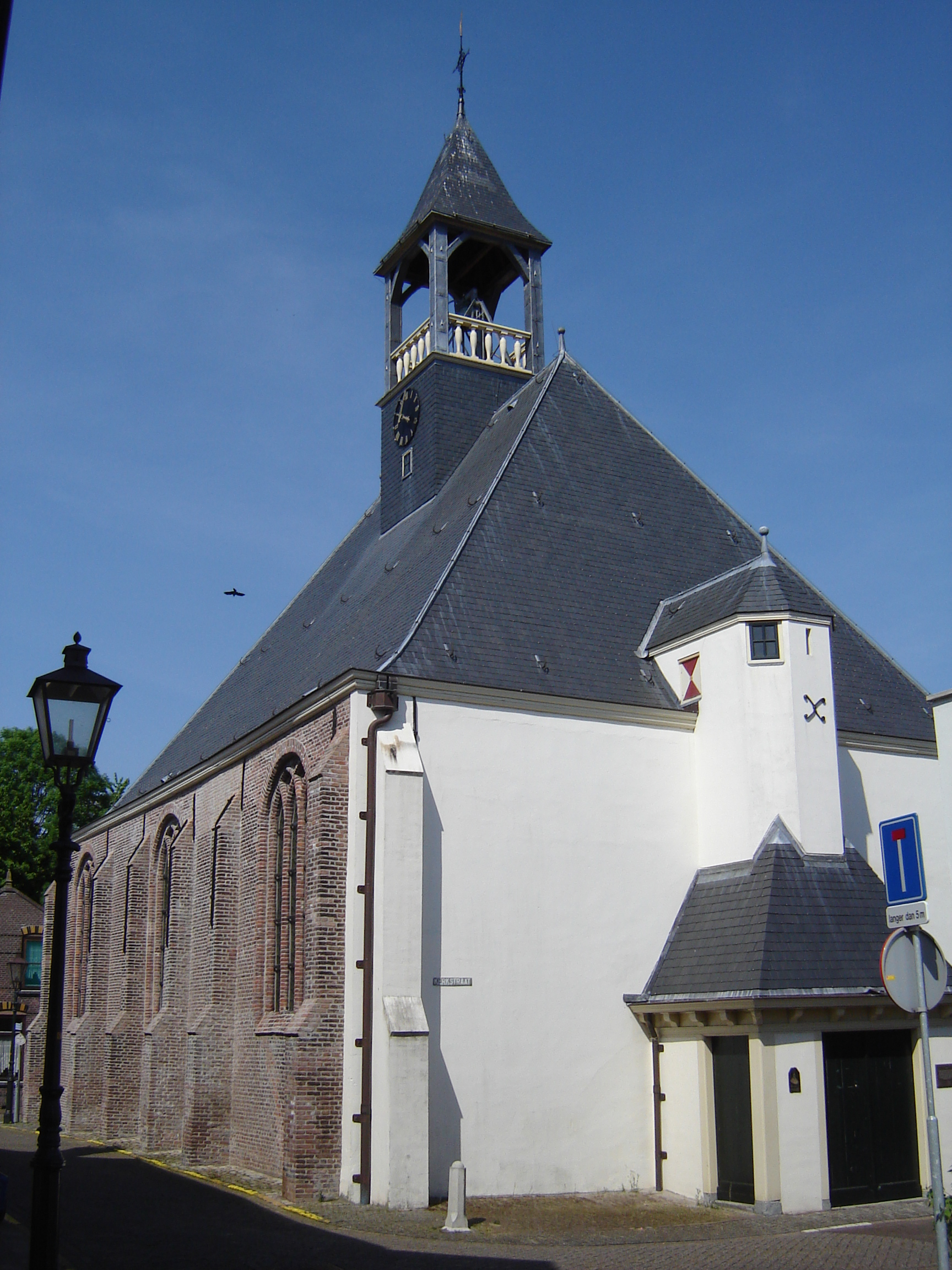
Biervliet: la chiesa protestante

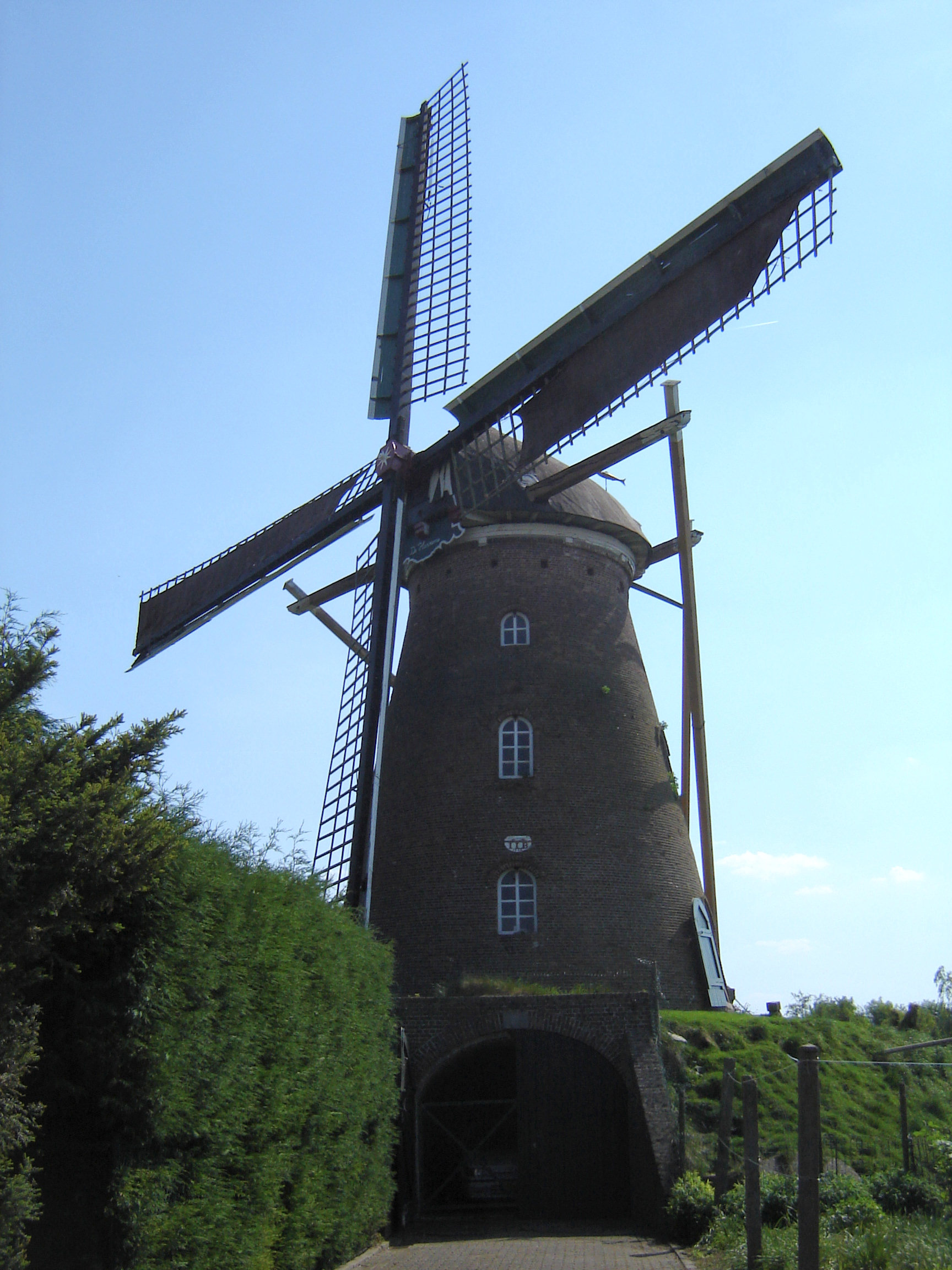
Biervliet: il mulino "De Harmonie"

Biervliet è una località di circa 1500-1600 abitanti della costa sud-occidentale dei Paesi Bassi, facente parte della provincia della Zelanda e situata nella regione delle Fiandre zelandesi, dove si affaccia sulla Schelda Occidentale (Westerschelde). Comune indipendente fino al 1970, il suo territorio è ora suddiviso tra i comuni di Terneuzen (in gran parte) e Sluis; è una delle più antiche città della regione delle Fiandre zelandesi.

## Geografia fisica
Biervliet si trova tra le località di Teurnezen e Breskens (rispettivamente a ovest della prima e a est della seconda), a pochi chilometri a est di IJzendijke.
La Schelda Occidentale bagna il tratto settentrionale/nord-orientale del villaggio.
Il nucleo centrale del villaggio fa parte del territorio del comune di Terneuzen, mentre le periferie meridionale, occidentale e sud-occidentale fanno parte del territorio del comune di Sleus.

## Origini del nome
Il toponimo Biervliet, attestato in questa forma dal 1417 e anticamente come Bierflietum (1075), Birulit (1183), Birflita (1187), Biruliet (1200) e Birueliet (1209), è formato dal termine germanico *birnu-, *beer, che significa "fango", e dal termine vliet, che indica un corso d'acqua.
Secondo un'altra ipotesi, il toponimo avrebbe il significato di "corso d'acqua del colore della birra".

## Storia

### Dalle origini ai giorni nostri
In un documento del 984 si parlava di un  Fluvium Berverna: si trattava probabilmente del corso d'acqua lungo il quale si sviluppò il villaggio, abitato almeno sin dal 1075, quando si chiava Bierflietum.
Nel 1183, il conte fiammingo Philipp van den Elzas concesse a Biervliet lo status di città.
Circa quarant'anni dopo, segnatamente a partire dal 1224, venne organizzato il primo consiglio comunale, che all'epoca contava due sindaci. Sempre nel corso del XIII secolo, svilupparono attività economiche fiorenti, quali la pesca e l'estrazione della torba e del sale.
Tra il 1590 e il 1604 venne realizzato a Biervliet un forte a forma di stella.

### Simboli
Nello stemma di Biervliet sono raffigurati una croce di colore giallo su sfondo rosso (sul lato sinistro) e un leone su sfondo nero (sul lato destro).
Questo stemma cittadino è noto sin dal 1657 e la sua origine è sconosciuta.

## Monumenti e luoghi d'interesse
Biervliet vanta 11 edifici classificati come rijksmonument e 4 edifici classificati come gemeentelijk monument.

### Architetture religiose

#### Chiesa protestante
Principale edificio religioso di Biervliet è la chiesa protestante (Protestantse Kerk), realizzata a partire dal 1659.

### Architetture civili

#### Municipio
Altro edificio storico è l'ex municipio, risalente al XIX secolo.
Nella facciata dell'edificio è raffigurata un'aringa.

#### Mulino De Harmonie
Altro edificio d'interesse è il mulino "De Harmonie", un mulino a vento costruito nel 1842 e ricostruito nel 1884.

## Società

### Evoluzione demografica
Al censimento del 1º gennaio 2021, Biervliet contava 1 554 abitanti, in maggioranza (804) di sesso maschile,
L'anno precedente, Biervliet contava una popolazione pari a 1 550 unità. Nel 2020, la popolazione al di sotto dei 16 anni era pari a 200 unità, mentre la popolazione dai 65 anni in su era pari a 360 unità.
La popolazione è oscillata tra i 1 600 abitanti del 2013 e i 1 535 abitanti del 2016.

## Geografia antropica

### Suddivisioni amministrative
Buurtschappen
- Driewegen
- Kapitalendam
- Koninginnehaven
- Nieuwland
- Nieuwlandse Molen
- Pyramide (in minima parte; gran parte di questa buurtschap appartiene a IJzendijke)